# Betlenszentmiklós
Betlenszentmiklós (románul Sânmiclăus, németül Betelsdorf) falu Romániában, Fehér megyében. Közigazgatásilag Szépmezőhöz tartozik.

## Fekvése
Balázsfalvától 15 km-re északkeletre, a Kis-Küküllő jobb partján fekszik. Szépmezőtől 6 km-re északkeletre van.

## Története
Betlenszentmiklós (Szentmiklós) szász település volt és egykor a Küküllői vár birtokai közé tartozott.
1309-ben villa Sancti Nicolai néven említik először, papját ekkor a tizedmegtagadó szász papok közt említették.
1332-ben Nicolay, Nycolai, 1390-ben Zenthmyklos, 1491-ben  Zaz Zenthmyklos, Olah Zent Myklos néven írták.
1332-ben  a németül Miklosdorf néven nevezett település már egyházas hely volt, papja a pápai tizedjegyzék szerint ekkor 40 dénár pápai tizedet fizetett. 
1390-ben Zsigmond király Bethlen Gergelynek adományozta, és a Bethlen család birtokai közé tartozott a későbbiekben is.
A 16. században Bethlen Farkas várat emelt itt, amely ma már nem látható.
Bethlen Miklós (1642–1716) a kiváló államférfi és emlékiratíró velencei emlékeinek hatására, de figyelembevéve a helyi népi építészeti hagyományokat is itt reneszánsz stílusú kastélyt építtetett.
A kastély 1668 és 1683 között épült, jellegzetes, szép alkotása az olasz hatású erdélyi reneszánsz építkezésnek.
Bethlen Miklós udvarhelyszék főkapitányaként itt is élt.
A kastélyt egykor védőfalak és sarokbástyák övezték. Az 1760-as években tatarozták és ekkor részben barokk stílusban átépítették.
A trianoni békeszerződésig Kis-Küküllő vármegye Hosszúaszói járásához tartozott.

## Népessége
1910-ben 1522, többségben magyar lakosa volt, jelentős román kisebbséggel.

## Híres személyek
- Itt hunyt el 1907-ben Wlislocki Henrik etnográfus.

## Látnivalók

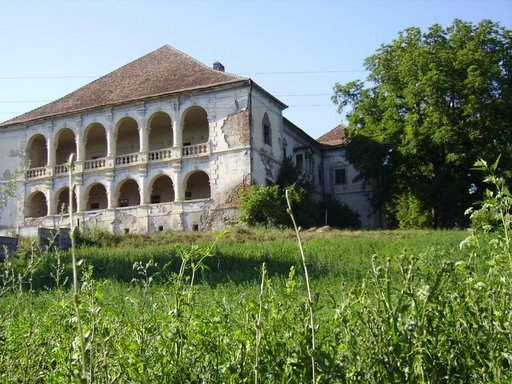
A romos Bethlen-kastély

- Itt áll Bethlen Miklós író, politikus erdélyi kancellár 1669-ben felépíttetett kastélya.  1806-ban helyreállították. Ma félig romos, gazdasági központ van benne.
- Unitárius templom
- Református templom